# Jørn Hurum

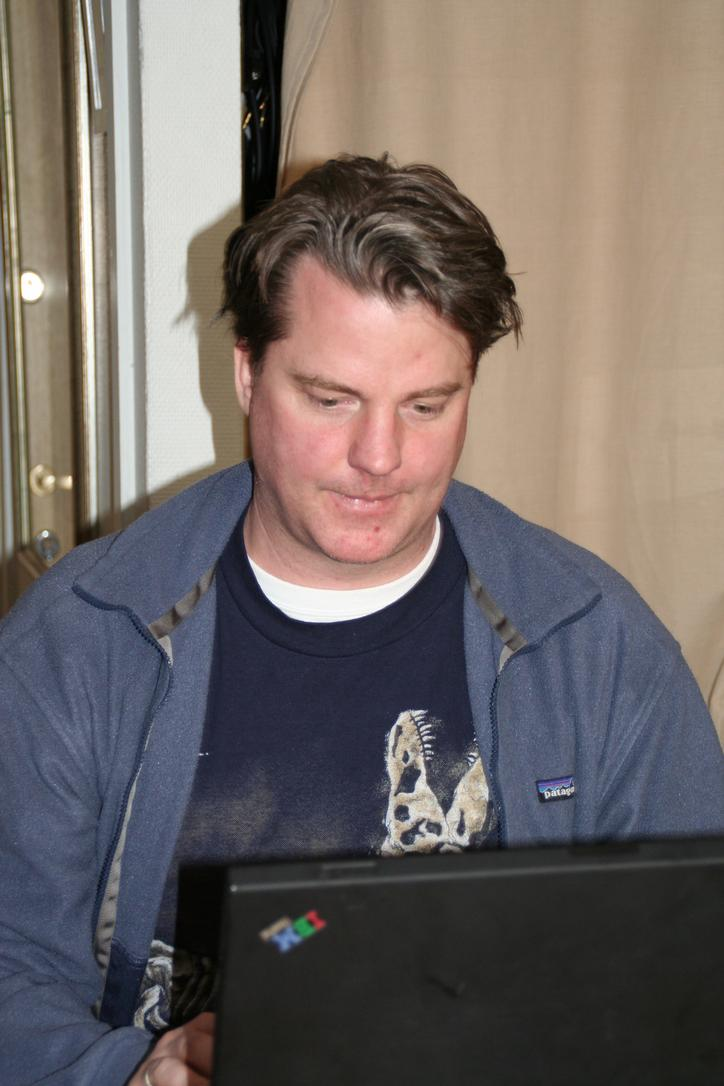
Jørn Hurum.

Jørn Harald Hurum (4 de noviembre de 1967) es un paleontólogo  y divulgador científico noruego. Se ha especializado en vertebrados y ocupa una posición como amanuense en el Museo de Historia Natural de la universidad de Oslo. Ha estudiado dinosaurios, mamíferos primitivos y plesiosaurios.

## Medios
Hurum es conocido como divulgador científico de perfil medio-alto, autor del libro Menneskets utvikling (la evolución del hombre) y un colaborador en la sección Jørns hjørne (esquina de Jørn) en el programa de televisión noruego de ciencia popular «Newton», como también en el programa de radio Hurum og Ødegaard (Hurum y Ødegaard) junto al astrofísico Knut Jørgen Røed Ødegaard. Hurum compartió el premio formidlingspris (premio a la divulgación científica) en 2001 con Hans Arne Nakrem y Geir Søli, y lo obtuvo de nuevo en 2009 por su trabajo sobre el Darwinius encontrado, bautizado como «Ida».

## Descubrimientos
Hurum ha realizado trabajos y participado en proyectos sobre dinosaurios terópodos y plesiosaurios de Svalbard. En 2006 junto con su equipo descubrió un enorme plesiosario de cuello corto, llamado en forma preliminar Depredador X uno de los depredadores más grandes que haya existido.
El 19 de mayo de 2009 anunció la adquisición y descripción científica de un fósil de primate primitivo completo al 95% de unos 47 millones de años de antigüedad, Darwinius masillae que, previamente, había estado en manos de un coleccionista aficionado de fósiles durante los últimos 25 años. 
Hurum bautizó el espécimen «Ida», en honor a su hija.